# Anders Forsberg (politiker, Skara)
Anders Erik Forsberg, född Karlsson 3 augusti 1974 i Hällums församling, Skaraborgs län, är en svensk politiker (sverigedemokrat), som var ordinarie riksdagsledamot 2014–2017, invald för Malmö kommuns valkrets.

## Biografi
Forsberg har en gård utanför Skara med jordbruk, skogsbruk och bed & breakfast-verksamhet.

### Politisk karriär
Forsberg valdes till ordinarie riksdagsledamot i valet 2014. I riksdagen var han ledamot i miljö- och jordbruksutskottet 2014–2017.
I mars 2016 polisanmälde Forsbergs partikollega Hanna Wigh honom för ekonomiska brott som skulle ha begåtts under Forsbergs tid som kassör i Skaraborgs partidistrikt. Forsberg tillbakavisade anklagelserna och förnekade brott. I augusti 2016 framkom att en förundersökning inletts och att Forsberg delgivits misstanke om brott. Den 23 februari 2017 åtalades Forsberg för grov förskingring, misstänkt för att under åren 2013–2015 ha fört över drygt 1,1 miljoner kronor från partidistriktets kassa till Forsbergs företag, pengar som Forsberg senare ska ha betalat tillbaka.
Efter att Forsberg åtalats tog han tjänstledigt från uppdraget som riksdagsledamot. Ledigheten pågick från och med 3 mars 2017 till och med 1 juni 2017, då Forsberg avsade sig uppdraget som riksdagsledamot. Under denna period ersattes han i riksdagen av Crister Spets respektive Heidi Karlsson. Heidi Karlsson utsågs därefter till ny ordinarie riksdagsledamot från och med 2 juni 2017.
Tingsrättens rättegång mot Forsberg inleddes 1 juni 2017. Han dömdes av Skaraborgs tingsrätt till ett års fängelse för grov förskingring den 15 juni 2017. Forsberg överklagade domen till hovrätten; den 1 mars 2018 fastställde Göta hovrätt domen till ett års fängelse för grov förskingring. Forsberg överklagade hovrättens dom till Högsta domstolen, som avslog prövningstillstånd.
I samband med sin avgång från riksdagen och andra politiska uppdrag avtalade Forsberg med Sverigedemokraternas partiledning om att han i stället ska vara konsult åt partiet inom bland annat landsbruks- och jordbruksfrågor.
Anders Forsberg har efter avgången från riksdagen åter tagit efternamnet Karlsson. 2023 utsågs han till flera lokalpolitiska poster för Sverigedemokraterna i Skara kommun.